# Bois-l'Évêque
Bois-l'Évêque è un comune francese di 486 abitanti situato nel dipartimento della Senna Marittima nella regione della Normandia.

## Società

### Evoluzione demografica
Abitanti censiti